# Premier enfant blanc
La naissance du premier enfant blanc dans un territoire donné a été un motif de célébration dans les sociétés coloniales du Nouveau Monde. Elle est souvent répertoriée dans l'historiographie des pays aux origines coloniales, notamment aux États-Unis. Le lieu de naissance peut être commémoré par une statue ou par une plaque. La naissance devenant un honneur et un symbole de « l'avancée des civilisations européennes », il y a parfois eu controverse sur la revendication du lieu de naissance.

## Amériques

### Vinland
Snorri Thorfinnsson (probablement né entre 1005 et 1013) est le fils de Thorfinn Karlsefni et Gudrid Thorbjarnardottir. Généralement connu de ses contemporains sous le nom de Snorri Guðríðsson (sa mère ayant vécu plus longtemps que son père), il aurait vu le jour au Vinland, ce qui ferait de lui le premier Européen né en Amérique du Nord.

### Floride
Martín de Argüelles, né  en 1566 dans la colonie espagnole de St. Augustine, en Floride, est le premier enfant blanc né sur le territoire que couvrent aujourd'hui les États-Unis continentaux. Son père est un hidalgo et l'un des membres de l'expédition pour la Nouvelle-Espagne conduite par le capitaine-général Pedro Menéndez en 1565.

### Virginie

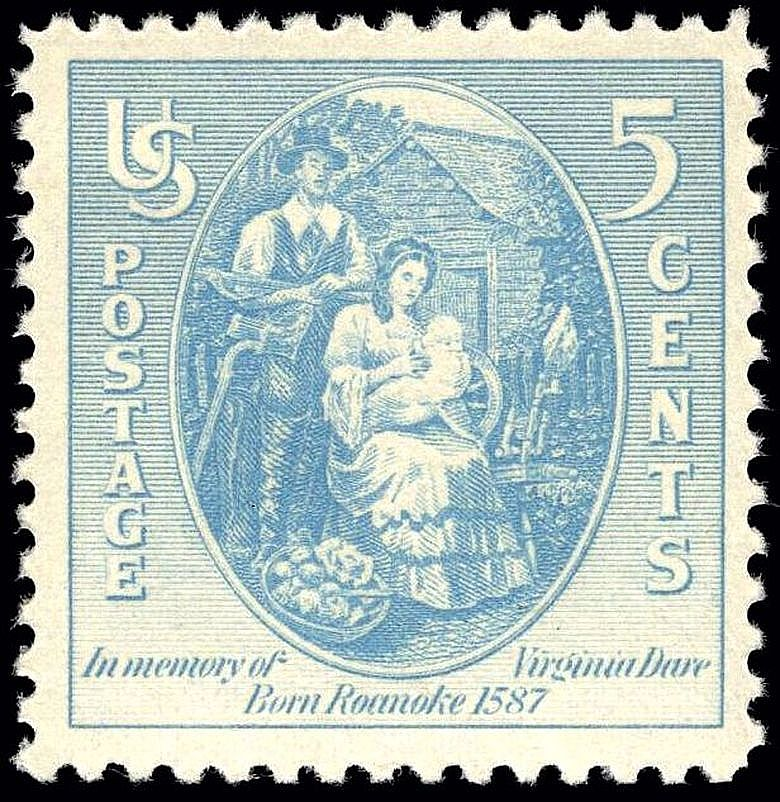
Timbre américain de 1937 commémorant la naissance de Virginia Dare.

Virginia Dare, née en 1587 dans la colonie de Roanoke, est le premier enfant anglais né aux Amériques.
Peregrine White, né à bord du Mayflower dans le port de Provincetown en 1620, est la première naissance Pilgrim.

### Nouvelle-France
Hélène Desportes est souvent citée en tant que premier enfant blanc né en Nouvelle-France. Elle est née au début du XVIIe siècle, mais il y a débat sur son lieu de naissance : au Québec ou avant l'arrivée de sa famille sur le continent.

### New York
Sarah Rapelje, née le 6 juin 1625, est le premier enfant blanc né en Nouvelle-Néerlande, dans ce qui est aujourd'hui l'État de New York,.

### Texas
Au Texas, le « premier enfant blanc » est compris comme étant le premier enfant anglo-saxon né dans un territoire donné, excluant les colonisations espagnole et mexicaine de la région. La plupart des comtés ont retenu le nom du premier enfant d'origine anglaise né sur leur territoire. Le premier enfant d'origine anglaise né au Texas est Helena Dill Berryman, née le 8 septembre 1804 dans le comté de Nacogdoches.

## Océanie

### Australie
En Australie, le premier enfant blanc est né le 26 janvier 1788 ; son père est Thomas Whittle, sergent dans la Royal Navy.

### Nouvelle-Zélande
En Nouvelle-Zélande le premier enfant blanc est Thomas Holloway King, né le 21 février 1815 à Rangihoua, Bay of Islands, une mission fondée par Samuel Marsden du Church Missionary Society anglican.

## Afrique

### Rhodésie
Unwin Moffat, frère de Howard Unwin Moffat, né en 1858 et fils du pasteur John Smith Moffat, fut la première personne blanche à être née dans le territoire de l'actuel Zimbabwe.